# Vlada Vukoičić
Vlada Vukoičić (in serbo Влада Вукоичић?; Belgrado, 2 giugno 1973) è un allenatore di pallacanestro serbo.

## Palmarès
- Coppa di Bosnia ed Erzegovina: 1

Bosna: 2009
- Coppa di Serbia: 2

FMP Železnik: 2007
Stella Rossa Belgrado: 2013
- Lega Adriatica: 1

FMP Železnik: 2005-06